# 8. základní expedice (Mir)
8. základní expedice, zkráceně EO-8, byla osmá, dlouhodobá expedice vyslaná Sovětským svazem na svojí vesmírnou orbitální stanici Mir. Expedice byla zahájena 2. prosince 1990 startem lodi Sojuz TM-11 a skončila návratem té samé lodi 26. května 1991. Posádka expedice byla dvoučlenná, velitelem letu byl Viktor Afanasjev a letovým inženýrem Musa Manarov.

## Posádka
| Pozice          | Kosmonaut             |
| --------------- | --------------------- |
| Velitel         | Viktor Afanasjev, (1) |
| Palubní inženýr | Musa Manarov, (2)     |

V závorkách je uveden dosavadní počet letů do vesmíru včetně této expedice.
| Pozice          | Záložní posádka           |
| --------------- | ------------------------- |
| Velitel         | Anatolij Arcebarskij, (0) |
| Palubní inženýr | Sergej Krikaljov, (1)     |

V závorkách je uveden dosavadní počet letů do vesmíru.

## Průběh expedice
Kosmická loď Sojuz TM-11 vzlétla 2. prosince 1990 z kosmodromu Bajkonur společně s japonským novinářem Tojohiro Akijamou, který letěl jako člen 6. návštěvní expedice a který nebyl na stanici stejně dlouho jako zbytek posádky, nýbrž se vrátil v lodi Sojuz TM-10 se 7. základní posádkou.
Na palubě Miru Akijama, jakožto novinář, prováděl každý den jeden desetiminutový televizní přenos a dva dvacetiminutové rádiové přenosy. Používal k tomu techniku přivezenou nákladovou lodí Progress-M při průběhu 7. základní expedice. 10. prosince se odpojila loď Sojuz TM-10 s 7. základní posádkou a s Akijamou.
Posádka během expedice podstoupila čtyři výstupy do volného kosmu, při nichž opravila moduly Kristall a Kvant-2. 18. května 1991 se připojila ke stanici loď Sojuz TM-12 se členy 9. základní expedice a s Helen Sharmanovou, která letěla jako 7. návštěvní posádka. Zároveň se stala prvním Britem ve vesmíru.
26. května se odpojila loď Sojuz TM-11, se členy 8. základní expedice a 7. návštěvní expedice (Helen Sharmanová) a přistáli týž den na území Kazachstánu.